# 南知多町立豊浜中学校
南知多町立豊浜中学校（みなみちたちょうりつ とよはまちゅうがっこう）は、かつて愛知県知多郡南知多町にあった公立中学校。
通学区域は豊浜、豊丘であり、南知多町立豊浜小学校校区の生徒が通学する。

## 沿革
- 1947年（昭和22年）4月 - 豊浜町立豊浜中学校として開校。
- 1961年（昭和36年）6月1日 - 内海町、豊浜町、師崎町、篠島村、日間賀島村が合併し、南知多町が発足する。同時に南知多町立豊浜中学校に改称する。
- 1962年（昭和37年） - 校舎を増築する。
- 1970年（昭和45年）4月 - 新校舎（鉄筋コンクリート造）が完成する。
- 1971年（昭和46年）
  - 2月 - 特別教室棟が完成する。
  - 12月 - 体育館が完成する。
- 2023年（令和5年）3月 - 南知多町立内海中学校、南知多町立師崎中学校、南知多町立日間賀中学校と統合されて閉校。4月には4中学校を統合した南知多町立南知多中学校が開校。

## 交通アクセス
- 海っ子バス豊浜線「南知多町役場前」バス停より徒歩約7分。

## 周辺施設
- 南知多町立豊浜小学校
- 南知多町役場
- 豊浜郵便局